# Kathleen Heddle
Kathleen Joan Heddle (ur. 27 listopada 1965 w Trail, zm. 11 stycznia 2021 w Vancouver) – kanadyjska wioślarka, czterokrotna medalistka olimpijska.
Brała udział w dwóch igrzyskach olimpijskich. W Barcelonie wywalczyła dwa złote krążki. Zwyciężyła w dwójce bez sternika wspólnie z Marnie McBean oraz w najbardziej prestiżowej konkurencji – ósemkach. Cztery lata później ten sam duet ponownie zwyciężył w dwójce, tym razem jednak podwójnej, a w czwórce zajęły z koleżankami trzecie miejsce. Stawała na podium mistrzostw świata. W 1999 została uhonorowana Medalem Thomasa Kellera.
Ukończyła psychologię na Uniwersytecie Kolumbii Brytyjskiej. 